# Jugosławia na Zimowych Igrzyskach Olimpijskich 1972
Jugosławię na Zimowych Igrzyskach Olimpijskich 1972 reprezentowało 26 zawodników (sami mężczyźni). Był to dziewiąty start reprezentacji Jugosławii na zimowych igrzyskach olimpijskich.

## Skład kadry

### Hokej na lodzie
Reprezentacja mężczyzn
| - Anton Jože Gale - Rudi Knez - Bogo Jan - Viktor Ravnik - Ivo Ratej - Drago Savić - Ivo Jan - Franci Žbontar - Rudi Hiti - Boris Renaud |  | - Janez Puterle - Albin Felc - Roman Smolej - Silvo Poljanšek - Viktor Tišler - Slavko Beravs - Bojan Kumar - Božidar Beravs - Gorazd Hiti - Štefan Seme |

Reprezentacja Jugosławii w rundzie kwalifikacyjnej przegrała z reprezentacją Szwecji 1:8 i wzięła udział w rozgrywkach grupy "pocieszania" turnieju olimpijskiego, w której zajęła 5. miejsce. Ostatecznie reprezentacja Jugosławii została sklasyfikowana na 11. miejscu.

#### Runda kwalifikacyjna
| 3 lutego 1972 | Szwecja | 8:1 | Jugosławia |  |

| Godzina: 19:30 |  | (0:0, 4:0, 4:1) |  |  |

### Grupa pocieszenia
| Drużyna    | M | Mecze | Mecze | Mecze | Bramki | Bramki | Bramki | Pkt |
| Drużyna    | M | W     | R     | P     | +      | -      | +/-    | Pkt |
| ---------- | - | ----- | ----- | ----- | ------ | ------ | ------ | --- |
| RFN        | 4 | 3     | 0     | 1     | 22     | 10     | +12    | 6   |
| Norwegia   | 4 | 3     | 0     | 1     | 16     | 14     | +2     | 6   |
| Japonia    | 4 | 2     | 1     | 1     | 17     | 16     | +1     | 5   |
| Szwajcaria | 4 | 0     | 2     | 2     | 9      | 16     | -7     | 2   |
| Jugosławia | 4 | 0     | 1     | 3     | 9      | 17     | -8     | 1   |

Wyniki
| 6 lutego 1972 | Norwegia | 5:2 | Jugosławia |  |

| Godzina: 12:30 |  | (0:1, 3:0, 2:1) |  |  |

| 7 lutego 1972 | Niemcy | 6:2 | Jugosławia |  |

| Godzina: 12:30 |  | (2:1, 3:1, 1:0) |  |  |

| 9 lutego 1972 | Jugosławia | 2:3 | Japonia |  |

| Godzina: 10:00 |  | (2:2, 0:0, 0:1) |  |  |

| 10 lutego 1972 | Szwajcaria | 3:3 | Jugosławia |  |

| Godzina: 14:00 |  | (1:3, 1:0, 1:0) |  |  |

### Kombinacja norweska
Mężczyźni
| Zawodnik      | Konkurencja   | Bieg narciarski | Bieg narciarski | Bieg narciarski | Skoki narciarskie | Skoki narciarskie | Skoki narciarskie | Skoki narciarskie | Skoki narciarskie | Skoki narciarskie | Skoki narciarskie | Skoki narciarskie | Łącznie | Pozycja |
| Zawodnik      | Konkurencja   | Czas biegu      | Pozycja         | Punkty          | Skok 1            | Nota              | Skok 2            | Nota              | Skok 3            | Nota              | Punkty            | Pozycja           | Łącznie | Pozycja |
| ------------- | ------------- | --------------- | --------------- | --------------- | ----------------- | ----------------- | ----------------- | ----------------- | ----------------- | ----------------- | ----------------- | ----------------- | ------- | ------- |
| Janez Gorjanc | Indywidualnie | 52:40,1         | 31.             | 181,720         | 61,5              | 66,7              | 66,5              | 78,3              | 68,0              | 77,5              | 155,8             | 28.               | 337,520 | 32.     |

### Narciarstwo alpejskie
Mężczyźni
| Zawodnik     | Konkurencja | Konkurencja | Konkurencja         | Konkurencja         | Konkurencja   | Konkurencja   | Konkurencja         | Konkurencja              | Konkurencja              | Konkurencja              |
| Zawodnik     | Zjazd       | Zjazd       | Slalom gigant       | Slalom gigant       | Slalom gigant | Slalom gigant | Slalom specjalny    | Slalom specjalny         | Slalom specjalny         | Slalom specjalny         |
| Zawodnik     | Czas        | Pozycja     | Czas 1-go przejazdu | Czas 2-go przejazdu | Czas łączny   | Pozycje       | Czas 1-go przejazdu | Czas 2-go przejazdu      | Czas łączny              | Pozycja                  |
| ------------ | ----------- | ----------- | ------------------- | ------------------- | ------------- | ------------- | ------------------- | ------------------------ | ------------------------ | ------------------------ |
| Marko Kavčič |             |             | 1:39,01             | 1:46,08             | 3:25,09       | 31.           | Dyskwalifikacja     | Nie ukończył konkurencji | Nie ukończył konkurencji | Nie ukończył konkurencji |

### Skoki narciarskie
Mężczyźni
| Konkurencja            | Skoczek         | Skok 1    | Skok 1 | Skok 2    | Skok 2 | Nota  | Pozycja |
| Konkurencja            | Skoczek         | odległość | Nota   | odległość | Nota   | Nota  | Pozycja |
| ---------------------- | --------------- | --------- | ------ | --------- | ------ | ----- | ------- |
| Skocznia normalna K-86 | Peter Štefančič | 77,0      | 107,9  | 77,5      | 110,2  | 218,1 | 10.     |
| Skocznia normalna K-86 | Danilo Pudgar   | 79,5      | 112,4  | 68,5      | 92,3   | 204,7 | 27.     |
| Skocznia normalna K-86 | Drago Pudgar    | 73,5      | 97,8   | 73,5      | 99,3   | 197,1 | 35.     |
| Skocznia normalna K-86 | Marjan Mesec    | 74,0      | 100,1  | 71,0      | 95,3   | 195,4 | 37.     |
| Skocznia duża K-110    | Danilo Pudgar   | 92,5      | 98,5   | 97,5      | 107,5  | 206,0 | 8.      |
| Skocznia duża K-110    | Drago Pudgar    | 91,5      | 95,6   | 84,0      | 84,1   | 179,7 | 23.     |
| Skocznia duża K-110    | Marjan Mesec    | 83,0      | 78,7   | 84,5      | 83,8   | 162,5 | 37.     |
| Skocznia duża K-110    | Peter Štefančič | 79,0      | 67,6   | 84,0      | 77,6   | 145,2 | 48.     |